# Corragum
Corragum fou una fortalesa d'Il·líria, d'ubicació desconeguda, possiblement a l'oest d'Antipatria, que fou ocupada pels romans el 200 aC juntament amb les fortaleses de Gerúnium i Orgessus.